# مرسيدس بنز أف100
مرسيدس بنز أف100 هي سيارة مبتكرة شركة دايملر بنز فيمعرض أمريكا الشمالية للسيارات عام 1991 في معرض أمريكا الشمالية الدولي للسيارات. كان الهدف منها عرض تكنلوجيا في التصميم والتحكم وإعطاء أقصى متعة وراحة لركاب.